# Heortia polyplagalis
Heortia polyplagalis là một loài bướm đêm trong họ Crambidae.